# Mátenme porque me muero (canción)
«Mátenme porque me muero» es una canción escrito por Saúl Hernández y publicado por la banda de rock alternativo Caifanes. Fue lanzada en 1988, en el disco Caifanes  y en el EP del mismo nombre de la canción, como el track n.º 1 y como el sencillo debut tanto del álbum como del EP.
Actualmente la canción se ha convertido en un himno popular en las celebraciones mexicanas, en especial durante las fiestas de día de muertos.

## Lista de canciones[4]
Todos los temas escritos y compuestos por Saúl Hernández.
Sencillo de 33 1/3 RPM o 45 1/3 RPM:
| Lado 1 |                           |          |  |
| N.º    | Título                    | Duración |  |
| 1.     | «Mátenme porque me muero» | 3:32     |  |

| Lado 2 |                    |          |  |
| N.º    | Título             | Duración |  |
| 1.     | «La bestia humana» | 3:47     |  |

Extended Play de 12 Pulgadas y 45 1/3 RPM (Lado 1) y 33 1/3 RPM (Lado 2):
| Lado 1 |                           |          |  |
| N.º    | Título                    | Duración |  |
| 1.     | «Mátenme porque me muero» | 3:32     |  |

| Lado 2 |                                       |          |  |
| N.º    | Título                                | Duración |  |
| 1.     | «Mátenme porque me muero (Versión 2)» | 3:50     |  |
| 2.     | «La bestia humana»                    | 3:47     |  |

## Composición y legado
Es considerada por los fanes como una de las más grandes canciones de Caifanes junto con «Afuera», «La célula que explota» y «La negra Tomasa» y «Viento». Esta canción se le acredita a Saúl Hernández como principal compositor y la letra está inspirada en la muerte de uno de sus seres más queridos.

## Video
En el video esta en filtro de blanco y negro se observan tomas de Caifanes estando envarios lados de las calles de la ciudad, cantando la canción Saúl.

## Listas y nominaciones
| Año  | Publicación | País | Lista                                 | Puesto |
| ---- | ----------- | ---- | ------------------------------------- | ------ |
| 2006 | Alborde     | EUA  | 500 canciones del Rock Iberoamericano | 264    |